# Banica (župa u Bosni)
Banica je bila župa srednjovjekovne Bosne. Nalazila se je oko gornjeg toka rijeke Sane. Upravno je bila dijelom Donjih kraja. 
 Posjede u Banici s gradom Ključem imali su Hrvatinići. Vlasništvo nad Banicom i Vrbanjom Hrvatinićima je potvrdio ban Stjepan II. Kotromanić u zahvalnost Vuku Vukoslaviću što je u ratu Bosne i Srbije, vratio banov grad Novi, koji je car Dušan 1350. pri provali u Bosnu bio zauzeo. Pri podjeli obitelji Hrvatinića 1351., Vukoslavići su dobili Banicu, a Pavlovići župu Zemljanik. Po svom glavnom posjedu, gradu Ključu u župi Banici Hrvatin Stjepanić dobio je pridjevak Ključki (Hrvatin Ključki). Ban Stjepan II. Kotromanić tako naziva Hrvatina u darovnicama njegovu sinu Vukoslavu.